# Nykøbing Falster Idrætspark
Nykøbing Falster Idrætspark – stadion piłkarski w Nykøbing Falster, w Danii. Obiekt może pomieścić 4200 widzów. Swoje spotkania rozgrywają na nim piłkarze klubu Nykøbing FC. W 2002 roku stadion był jedną z aren Mistrzostw Europy U-17. Rozegrano na nim trzy spotkania fazy grupowej tego turnieju.